# Grzegorz Zimny
Grzegorz Zimny (ur. 12 marca 1885 w Słupi w powiecie kępińskim, zm. 11 listopada 1957 w Poznaniu) – polski działacz związkowy i polityk, poseł na Sejm RP V kadencji (1938–1939).

## Życiorys
W 1902 wyjechał do Duisburga w poszukiwaniu pracy. W Niemczech należał do organizacji "Sokół" i "Orzeł Biały". Od 1910 był członkiem Zjednoczenia Zawodowego Polskiego (ZZP). Po powrocie do kraju zapisał się do NSR (później: NPR). Od 1920 pełnił obowiązki sekretarza okręgowego Związku Metalowców ZZP w Poznaniu. W 1924 objął stanowisko prezesa Zarządu Okręgowego Związku Kolejarzy ZZP w Wielkopolsce. W 1938 uzyskał mandat posła na Sejm V kadencji z ramienia ZZP. W czasie II wojny światowej przebywał w Warszawie, gdzie przyłączył się do konspiracyjnej działalności Stronnictwa Pracy. Był związany z "Unią". W 1944 wziął udział w powstaniu warszawskim.